# Iodunverträglichkeit
Als Iodunverträglichkeit (auch Iodallergie) wird der Umstand bezeichnet, dass manche Menschen nach Hautkontakt oder Einnahme iodhaltiger Substanzen mit Vergiftungssymptomen (Iodismus, Jodismus) reagieren.
Symptome einer Iodunverträglichkeit sind Reizungen von Haut und Schleimhäuten, Schnupfen, Bindehautentzündung, Bronchitis, Ausschlag, Kopfschmerzen sowie Gastroenteritis.

## Ursache
Die Ätiologie des „Iodismus“ ist nicht abschließend geklärt. Exzessive Iodüberdosierungen beeinflussen die Synthese von Schilddrüsenhormonen; die Unverträglichkeiten sollen aber auch bei geringer Zufuhr – etwa durch iodiertes Speisesalz – auftreten. Ferner ist bekannt, dass sich latente (unbemerkte) Schilddrüsenüberfunktionen durch plötzliche Iodzufuhr akut verschlechtern können. Ob davon unabhängig eine echte Allergie gegen Iod existiert, ist umstritten. Aus immunologischer Sicht scheint anorganisches Iod in seiner Struktur zu klein, um überhaupt allergen wirken zu können. Allergien gegen iodhaltige Röntgenkontrastmittel sind in der Medizin hingegen gut bekannt, allerdings ist hierbei nicht der Iodanteil maßgeblich, sondern spezifische Wechselwirkungen des größeren, organischen Moleküles mit dem Immunsystem.
Japanischen Wissenschaftlern (Hiroshi Shionoya und Mitarbeiter) zufolge werden bei einer Iodbelastung und gleichzeitigem Mangel an Antioxidantien im Organismus iodhaltige Eiweißverbindungen mit allergenem Potential gebildet.
Wiederholt wurde vermutet, dass ein Zusammenhang zwischen einer vermehrten Iodaufnahme und autoimmunen Erkrankungen der Schilddrüse besteht (siehe auch Hashimoto-Thyreoiditis und Morbus Basedow), auch Tierversuche haben gezeigt, dass eine übermäßige Iodbelastung den Krankheitsverlauf beschleunigt und verschärft, allerdings konnte ein kausaler Zusammenhang bisher nicht einwandfrei geklärt werden. Es gibt Berichte von Betroffenen mit autoimmunen Schilddrüsenerkrankungen, die eine Verschlechterung ihres Gesundheitszustandes durch Iodsalz und eine Besserung bei iodarmer Ernährung bemerken, was jedoch nicht durch klinische Studien objektiviert wurde.

## Iodhaltige Substanzen
Neben iodhaltigen Medikamenten, Nahrungsergänzungsmitteln und Lebensmittelzusätzen – insbesondere iodiertem Speisesalz – sowie Tierfutter enthalten auch manche Desinfektionsmittel Iod. Ein von Natur aus hoher Iodgehalt findet sich in Seefisch sowie in Meeresalgen und den daraus hergestellten Produkten, wie zum Beispiel einigen Gelier- und Bindemitteln.